# Elefenore
Elefenore (in greco antico: Ἐλεφήνωρ?, Elephḕnōr) è un personaggio della mitologia greca. Fu re degli Abanti.
Elefenore fu uno dei pretendenti di Elena, e di conseguenza partecipò alla Guerra di Troia, alla guida di un contingente di 40 navi degli Abanti.

## Genealogia
Era figlio di Calcodonte e di Imenarete, o Melanippe, oppure Alcione.
Non si hanno notizie di mogli o progenie.

## Mitologia
Accolse i figli di Teseo (Acamante e Demofonte) quando fuggirono da Menesteo, l'usurpatore del trono di Atene.
Vide uno schiavo trattare inadeguatamente suo nonno Abante e nell'intento di picchiarlo con un bastone colpì involontariamente Abante che morì. 
 
Una volta esiliato per il gesto fu costretto a radunare le sue truppe per la spedizione troiana su una roccia dello stretto di Euripe di fronte all'Eubea.

### Guerra di Troia
Elefenore era un pretendente di Elena ed anche il capo delle forze dell'Eubea composta da trenta o quaranta navi che si unirono alla spedizione greca a Troia.
(Iliade, libro II)
Il giorno in cui la tregua fu spezzata da Pandaro, fu ucciso da Agenore mentre cercava di trascinare via il corpo di Echepolo.
Secondo Tzetzes Elefenore sopravvisse alla guerra e si stabilì sull'isola di Othronos vicino alla Sicilia, ma dopo breve tempo fu cacciato da un serpente e andò nella terra dell'Illiria.